# Деклан Ардморський
Деклан або Деклан Ардморський (англ. Declán of Ardmore, ірл. Declán mac Eircc, лат. Declanus) — ірландський єпископ V століття.. Ранній ірландський святий і проповідник християнства в Ірландії.

## Життєпис
Походив з ірландського туата (племені) Дессі, проповідував серед цього племені і вважається покровителем цього племені. Жив в IV—V століттях, заснував монастир Ардмор, руїни якого збереглися і до наших часів. Головним джерелом про життя святого Деклана є житіє, що було записане в ХІІ столітті. Його життя пов'язане з життям святих Айлбе Емлінського (ірл. Ailbe Emly), Кіарана Сайгірського (ірл. Ciarán Saigir), Аббана Майарнерського (ірл. Abbán Moyarney). У цих писаннях святий Деклан постає як проповідник християнства до приходу святого Патріка в Ірландію.

## Історичні джерела про св. Деклана
Основним історичним джерелом про св. Деклана є житіє писане латинською мовою в редакції ХІІ століття. Збереглися два рукописні тексти, що нині зберігаються в Дубліні. Тексти були досліджені Чарльзом Пламмером, що довів — обидва тексти походять з одного оригіналу. Ці два рукописи відомі також як «Кодекс Кілкенні». У текстах крім самого житія святого згадується про походження племені Дессі, наводиться давня ірландська легенда «Вигнання Дессі» про конфлікт вождя племені дессі з верховним королем Ірландії та вигнання племені з центральної Ірландії на південь. У рукописах також згадуються імена верховних королів Ірландії та регіональних королів і королев, зокрема про Лугайда Ріаба н-Дерга, про королеву Медб та її трьох чоловіків. У рукописах зазначається, що св. Деклан був єпископом племені (туата) Дессі, що відображало політичні амбіції монастиря Ардмор в часи, коли ірландська церква була реформована на синоді у Рахбресал та на синоді в Келлс і отримала єпархіальну систему. У ті часи монастир Ардмор прагнув отримати статус єпископства, але пріоритет отримав монастир у Лісморі, який заснував в свій час святий Мохуда.
Пізніше житіє було перекладено з латинської мови на ірландську. Ця версія отримала назву «Беха Декклайн» (ірл. Betha Decclain) — «Життя Деклана». Збереглися дві копії цього документу. Одна з цих копій була зроблена Міхелом О'Клеріхом (ірл. Mícheál Ó Cléirigh) в 1629 році і зберігається нині в Брюсселі, в Королівській бібліотеці. Міхел О'Клеріх повідомляє, що копію документу він зробив з рукопису, що датований 1582 роком і належав Еохайду Ві Іфернвйну — Еохі О'Геффернану (ірл. Eochaidh Ui Ifernain). Ще дві копії цього житія зберігаються в Дубліні і були в свій час переписані Джоном Мерфі з Рахінаха в 1740 році. Ще один рукопис є приватною власністю.
Генеалогії св. Декана описані в «Книзі Ленстера», «Лебар Брек», «Книзі Баллімота», «Книзі Феліра Енгуссо».

## Життєпис

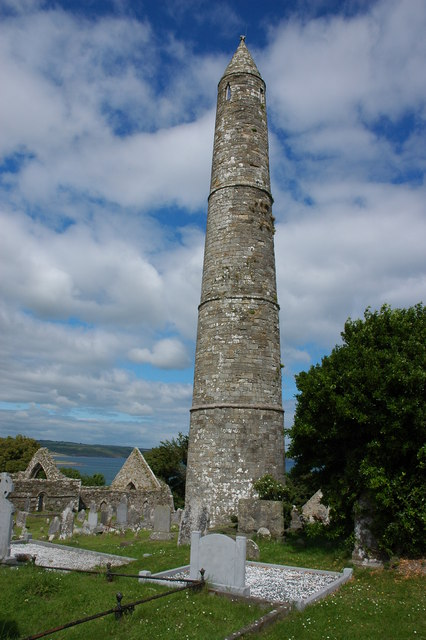
Кругла вежа монастиря Ардмор.

Батько св. Деклана належав до королівської родини — династії королів Манстера (Муму). Його батьком називають Ерка або Феліре Енгуссо («Книга Баллімот»). У «Книзі Ленстера» його батьком називають Ернбранда. У «Лебар Брек» його батьком називають Росса. Матір'ю Деклана джерела називають жінку на ймення Дехіден або Дехідін. Її родовід не наводиться. Як місце народження вказується Друмор, що біля Каппоквіна, нині це графство Вотерфорд.
Джерела вказують, що він вирушив у подорож до Риму, де його на єпископа висвятив Папа Римський. У Римі він зустрів іншого ірландця — святого Айлбе Елмі. Після повернення до Ірландії він зустрів там святого Патріка. Святий Деклан визнає владу обох святих і домовляється про сферу своєї місії в Ірландії. За вказівкою святого Патріка Деклан засновує монастир Ардмор на південному узбережжі Ірландії, в королівстві Муму (Муман). Згідно джерел Деклан прожив довге життя і дожив до часів Святого Давида Уельського, що жив в VI столітті. Святий Ултан Арбракканський був учнем святого Деклана. Потім святий Деклан відвідав королівство Міде, що в центрі Ірландії, проповідував тій частині племені Дессі, що лишилися жити в центральній Ірландії і заснував там «Монастир Канонів» — «Кілл Деклан», що стояв в нинішньому графстві Міт.

## Деклан і ранні святі Манстера
Деклан є одним із чотирьох святих королівства Манстер (Муму), про яких пишуть, що вони заснували монастирі ще до того, як святий Патрік почав свою місію в Ірландії. До цих святих належать св. Айлбе Емлі, св. Кіаран Сайгір, св. Аббан Моярні. У ті часи — в IV—V століттях ірландці, в тому числі з племені Дессі робили чисельні набіги на узбережжя Британії та Арморіки (нині це Бретань, Франція), захоплювали там здобич, рабів, захоплювали землі, будували фортеці, вели торгівлю. Про це свідчать, зокрема, камені з огамічними написами в Британії, в Уельсі, кераміка в південній Ірландії. Не виключно, що християнство проникло таким чином в південну Ірландію ще до місії святого Патріка. Пріоритет святого Патріка, як хрестителя Ірландії пов'язаний з діяльністю монастиря в Армі, що став релігійним центром Ірландії в VII столітті. Можливо, що саме в Армі були створені житія, в яких описано, як святий Патрік відвідує південну Ірландію, гору Кашель, засновує там монастирі. Не виключено, що житія ранніх святих Манстера писалися з метою посилити авторитет південних монастирів Ірландії.

## Пам'ять
Згідно джерел святий Деклан був похований в монастирі Ардмор, де прожив останні роки свого життя. День пам'яті святого Деклана — 24 липня. У джерелах повідомляється, що святий Деклан запровадив в Ірландії вирощування жита. Святий популярний в південній Ірландії, існує шлях паломників святими місцями пов'язаними з життям святого Деклана. Збереглися руїни монастиря Ардмор з круглою вежею та руїнами церкви.